# XVII Cippo Miliare della Via Traiana Nova
Il XVII cippo miliare della Via Traiana Nova costituisce uno dei pochi ritrovamenti che permettono di ricostruire il tracciato di questa importante via, voluta dall'Imperatore Traiano nel 108 d.C., per collegare Bolsena (Volsinii Novi) ai confini del territorio di Chiusi (Clusium).
Il miliare fu rinvenuto da alcuni coloni di Fabro, Nicola Fuccello, Raffaello Dragoni e Mariano Sacco,526 metri a nord-ovest del podere Polvento, in un luogo all'epoca proprieta' della parrocchia di S. Martino di Fabro. 
Il miliare oggi è conservato all'interno del portico del Museo dell'Opera del Duomo di Orvieto.

## Descrizione

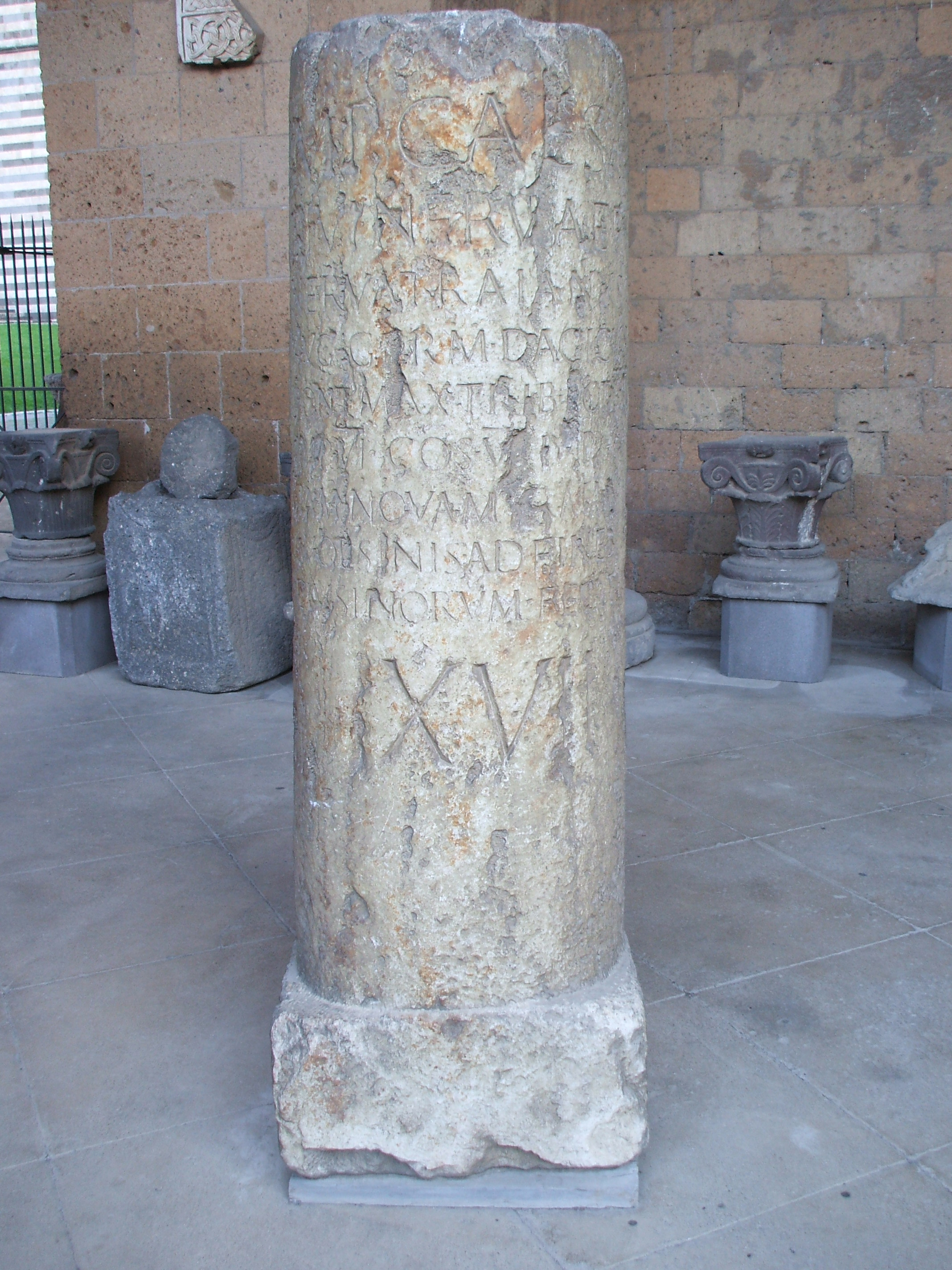
XVII Cippo Miliare della Via Traiana Nova

Il miliare è un cilindro monolitico di travertino, rastremantesi verso l'altro, ed ha un'altezza di 160 cm. Poggia su una base quadrangolare di dimensioni 31x57x58 cm. Sulla sua superficie sono presenti tre iscrizioni. 

### La prima iscrizione
La prima iscrizione è databile al 108 d.C., momento in cui fu aperta la strada. In essa è riportato: il nome dell'imperatore Traiano ed il percorso della strada, da Volsinii Novi ai fines Clusinorum, i confini dell'ager chiusino e il miliare corrispondente, ossia il 17°. 
IMP. CAES./DIVI NERVAE F./ NERVA TRAIANUS/ AUG. GERM. DACIC./ PONT. MAX. TRIB. P. XII/ IMP. VI CO.S. V P P/ VIAM NOVAM TRAIAN. A VOLSINI AD FINES/ CLUSINORUM FECIT/ XVII

### La seconda iscrizione
La seconda iscrizione è databile al 305-306 d.C., periodo successivo all'instaurazione della Tetrarchia. In essa, infatti, sono citati Costanzo Cloro e Galerio Massimiano Augusti, Diocleziano e Massimino Augusti Anziani, e Severo (il cui nome è stato cancellato) e Massimiano Daia Nobili Cesari.
DDD NNN/ COSTANTIUS ET [GALERIUS?] MAXIMIANUS/ AUG. ET/ DIOCLETIANUS/ ET MAXIMIANUS/ SEN. AUG. ET/ [SEVERUS ET] MAXIMINUS/ NOB. CAES. ET/ [...] S/ MIL XVII

### La terza iscrizione
La terza iscrizione, invece, riporta unicamente il nome di Costantino, definito dalla formula “creato per il bene del genere umano”, che testimonia la presa del potere assoluto da parte dell'imperatore e la connotazione cristiana universale del messaggio.
BONO/ GENERIS HUMANI/ CREATI/ IMP. D N/ COSTANTINI/ /PERPETUI/ SEMPER/ AUG. XVII